# Qamdo Bangda Airport
Qamdo Bangda Airport (kinesiska: Chāngdū Bāngdá Jīchǎng, 昌都邦达机场) är en flygplats i Kina. Den ligger i den autonoma regionen Tibet, i den sydvästra delen av landet, omkring 580 kilometer öster om regionhuvudstaden Lhasa. Qamdo Bangda Airport ligger 4 337 meter över havet.
Runt Qamdo Bangda Airport är det mycket glesbefolkat, med 3 invånare per kvadratkilometer. Trakten runt Qamdo Bangda Airport består i huvudsak av gräsmarker.
Genomsnittlig årsnederbörd är 677 millimeter. Den regnigaste månaden är juli, med i genomsnitt 149 mm nederbörd, och den torraste är december, med 2 mm nederbörd.